# Fontana dell'Acqua Acetosa

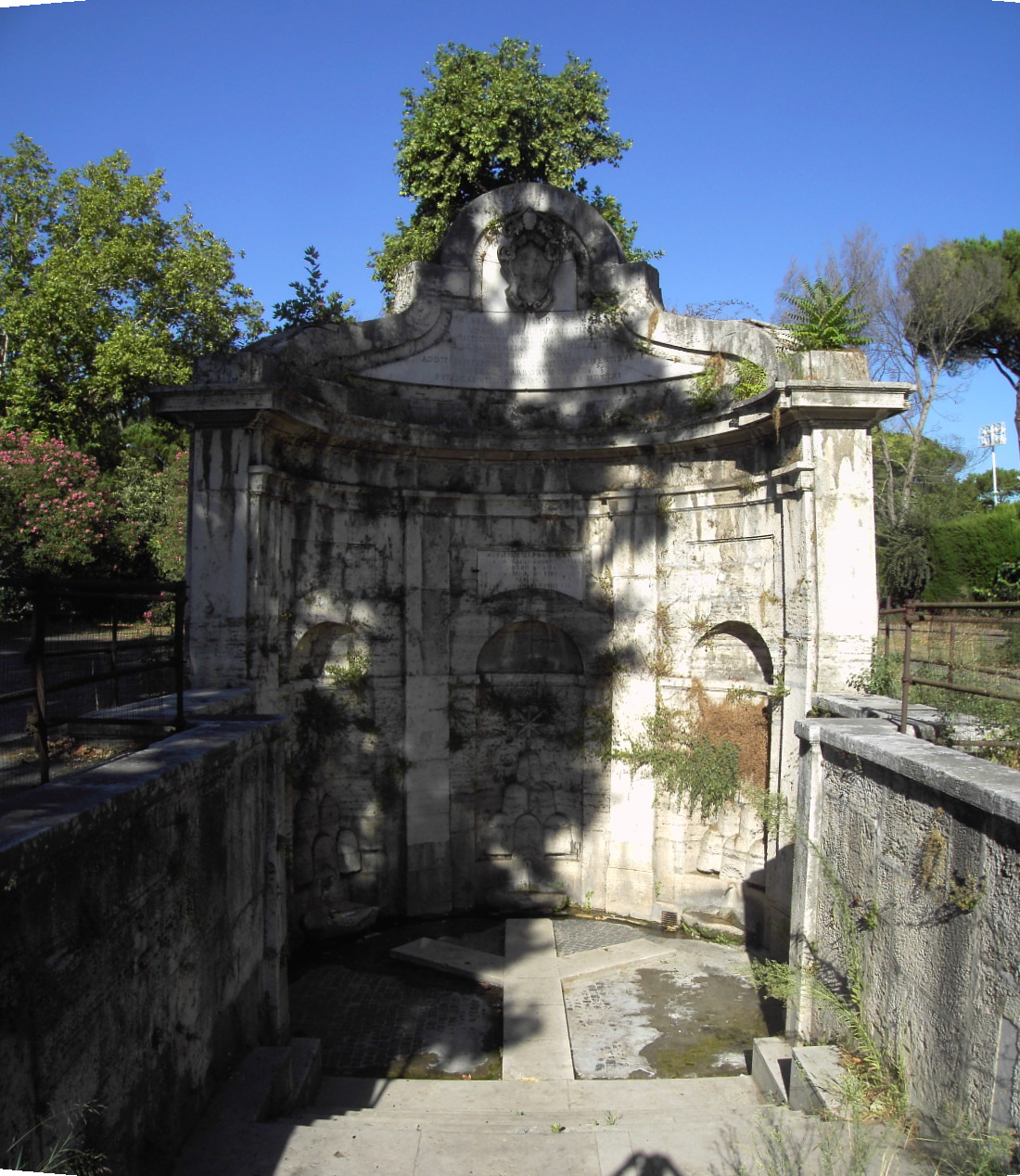
La fontana dell'Acqua Acetosa, a Roma.

La fontana dell'Acqua Acetosa è una fontana di Roma, in Italia, collocata nella zona pianeggiante che porta lo stesso nome, nel quartiere Parioli; in questo punto il fiume Tevere forma un'ansa profonda prima di dirigersi di nuovo a nord. La fontana vera e propria si trova più in basso rispetto al livello stradale, e dunque vi si accede tramite una scalinata.

## Storia
(dall'epigrafe dedicatoria di papa Paolo V)
Il nome deriva dalla fonte di acqua ferruginosa, nota ai Romani del XVI secolo come acqua acetosa (da non confondere con quella più nota in zona Fonte Ostiense), che qui sgorgava. Nel 1613 papa Paolo V la fece analizzare, e ne risultò che non solo fosse potabile, ma anche curativa per le malattie ai reni, allo stomaco, alla milza e al fegato, tanto che qualcuno la raccoglieva in bottiglie per venderla in città.
L'acqua era particolarmente gradita da papa Paolo V, che fece erigere dall'architetto Giovanni Vasanzio una fontana nel 1619, come ricorda ancora la lapide che si trova su una parete in basso; all'epoca la fonte era una semplice parete da cui sgorgava l'acqua. La stessa venne fatta restaurare da Innocenzo X. Papa Alessandro VII commissionò la fontana attuale. In alto si trova un timpano che ospita lo stemma papale e una lapide.

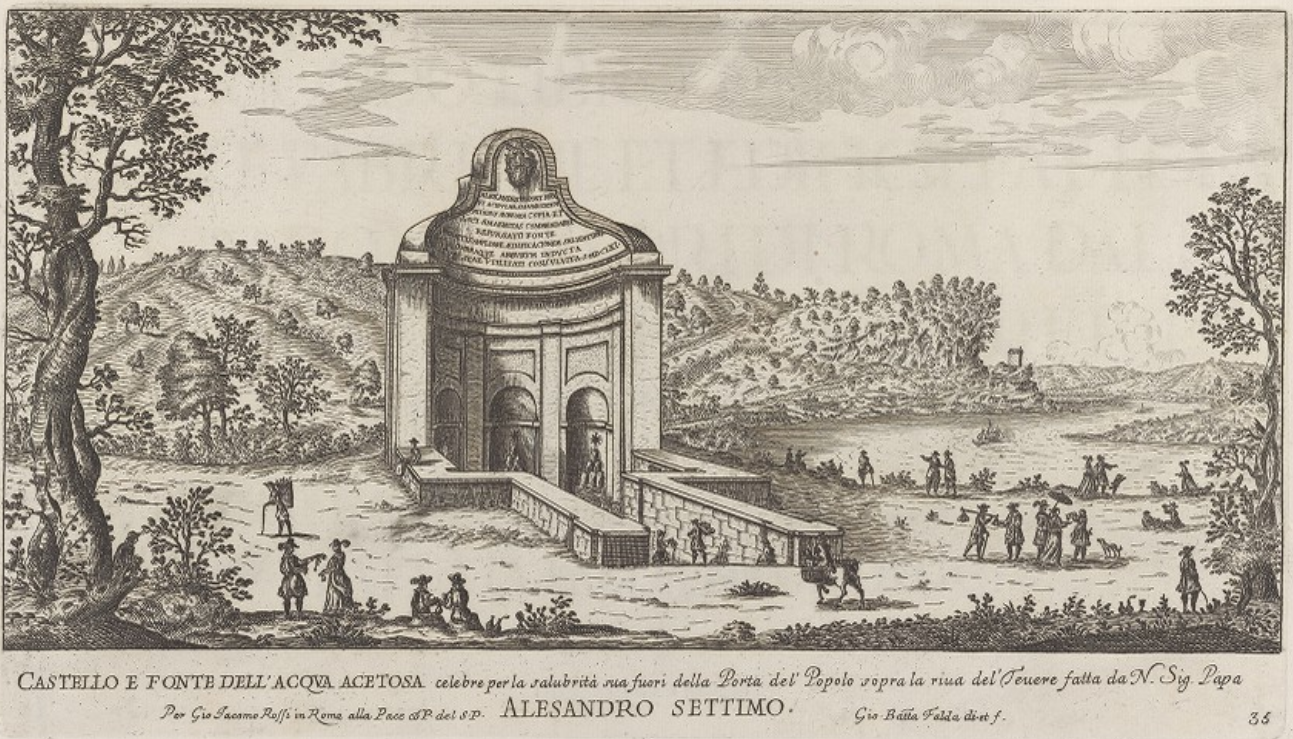
Castello e Fonte della'Acqua Acetosa di Giovanni Battista Falda (1665)

La fontana si presenta con una scalinata che porta in basso, dove c'è un prospetto a forma di esedra. Nel prospetto sono scavate tre nicchie, in ognuna delle quali lo stemma dei Chigi - sei monti sovrastati da una stella a otto punte - si trova sopra una piccola vasca alimentata da una cannella.
L'attribuzione a Gianlorenzo Bernini è probabilmente falsa: si suppone infatti che i progetti siano di Andrea Sacchi o dell'architetto Marco Antonio De' Rossi.

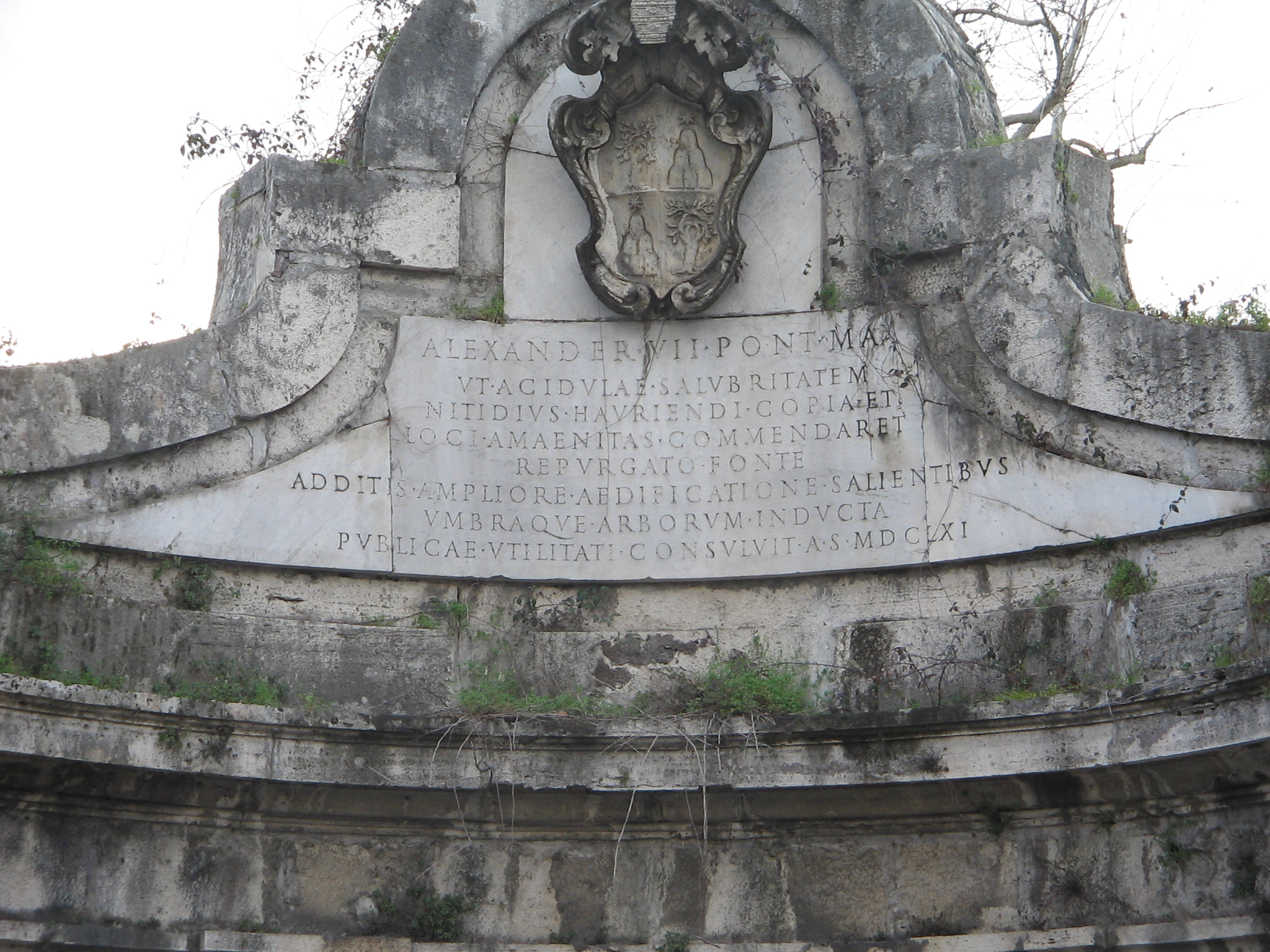
L'epigrafe di papa Alessandro VII.

Nel 1712 ci fu un nuovo restauro voluto da Clemente XI, ricordato da un'altra lapide posta più in basso, sopra la nicchia centrale. C'erano state proteste per la minor portata della fontana, che creava lunghe file d'attesa, e per la qualità dell'acqua che era peggiorata. Il pontefice nominò una commissione di cui facevano parte Giovanni Maria Lancisi, medico pontificio, e l'architetto Egidio Maria Bordoni; la commissione era presieduta dal cardinale Giovanbattista Spinola, che all'epoca era anche camerlengo. I lavori effettuati risolsero i problemi presentati dalla popolazione locale. I sedili invece sono opera del 1821, voluti e finanziati da Luigi I di Baviera, assiduo frequentatore della zona durante il suo soggiorno romano, per il luogo dove conobbe la sua amante Maria Anna Florenzi.
A causa dell'inquinamento della falda, la fontana fu chiusa nel 1959 e riaperta in seguito alimentandola con normale acqua potabile di acquedotto. Ancora all'inizio del XX secolo i cosiddetti "acquacetosari", venditori ambulanti, vendevano acqua di questa sorgente in giro per la città; la prima menzione su questa particolare professione viene riportata da Papi nel De agricoltura del 1663.
Nel 2003, in occasione della prima edizione dell'iniziativa "I Luoghi del Cuore" del FAI - Fondo per l'Ambiente italiano, la fontana risultò la più votata nella relativa competizione.
Tra il 2008 e il 2009 è stata sottoposta a un importante restauro, che ha previsto anche la creazione di un piccolo parco recintato, con l'intento di restituire all'area l'ambientazione originale.

## Collegamenti
È raggiungibile dalla stazione di Acqua Acetosa.